# Abbaye Notre-Dame de Melleray
L'abbaye Notre-Dame de Melleray, appelée couramment abbaye de Melleray ou Melleray, est une ancienne abbaye cistercienne fondée en 1145. L'abbaye a été, de 1817 à 2015, un monastère trappiste. L'édifice religieux est situé sur le territoire de la commune de La Meilleraye-de-Bretagne dans le département de la Loire-Atlantique.
En 2015-2016, les moines trappistes sont remplacés par la communauté du Chemin Neuf, communauté issue du Renouveau charismatique catholique.

## Situation
L'abbaye est fondée en Bretagne, alors duché indépendant, dans le pays de la Mée, au sein du Pays nantais. Elle est implantée dans la paroisse d'Auverné, au lieu-dit Vieux-Melleray, dans un lieu à défricher. L'endroit où est installée l'abbaye est appelé « coteau de fer », ligne de partage des eaux entre le Don et l'Erdre. La présence de ruisseaux permet la création d'un étang. Le site est entouré des forêts de Vioreau et d'Ancenis. L'abbaye est bâtie à une altitude d'environ 50 mètres.
Après l'union de la Bretagne à la France en 1532, l'abbaye devient française, et, depuis la création des départements et des communes en 1790, est située à La Meilleraye-de-Bretagne en Loire-Atlantique, dans la région Pays de la Loire depuis 1956. Elle se trouve (à vol d'oiseau) à 20 km au sud de Châteaubriant, à 40 km au nord de Nantes, à 62 km à l'est d'Angers et à 66 km au sud de Rennes.

## Histoire

### Fondation
L'abbaye est fondée en 1145 par des moines cisterciens conduits par Foulques, abbé de l'abbaye Notre-Dame de Pontron située en Anjou. La Melleray est à l'origine conçue comme une abbaye-fille de l'abbaye de Louroux. Le bâtiment est édifié sur un terrain donné par les seigneurs de Moisdon et rattaché à l'abbaye de Cîteaux en Bourgogne. L'installation est financée, entre 1142 et 1180, par les seigneurs de Rougé, les barons d'Ancenis et de Châteaubriant.
Le 1er novembre 1147, le pape Eugène III accorde à la nouvelle fondation cistercienne une bulle pontificale de prise en protection.
À la même époque, un prieuré bénédictin, le prieuré de Saint-Étienne, émanation de l'abbaye Saint-Florent de Saumur, est établi au bourg de la Meilleraye.

### Fin du Moyen Âge et Époque moderne
Entre 1184 et 1210, l'abbaye bénéficie de 17 donations en biens-fonds, dîmes, rentes en espèces et nature. Ces dons viennent principalement des familles de Châteaubriant, de Rougé et d'Ancenis, ainsi que de la duchesse Constance de Bretagne en 1199. Cette phase s'achève, très peu de donations étant constatées après 1250. Cette année-là, Geoffroy V de Châteaubriant attribue une rente aux moines de la Melleray pour leur permettre d'acheter du froment nécessaire à la confection du pain communautaire. Ce don étaye l'hypothèse de l'aspect limité des revenus de l'abbaye. En 1333, elle est imposée à hauteur de 6 livres, contre 8 à Pontron, 15 à Villeneuve et 20 à Buzay.
À partir de la fin du XIIIe siècle le mouvement cistercien perd de la vigueur, supplanté par les ordres mendiants. La guerre de succession de Bretagne touche la région de l'abbaye. Les donations sont réduites, même s'il faut noter celle de 300 livres faite par le connétable de Clisson dans son testament de 1406. La seconde moitié du XVe siècle est plus favorable. En témoignent la construction ou la rénovation du manoir de Quiheix, le logis de La Marguerite d'Abbaretz, l'appartement de l'abbé, le noviciat, la chapelle de Clisson.
En 1544, le monastère reçoit son premier abbé commendataire ; le pape nomme à la tête des abbayes des membres du clergé séculier. Il arrive que ceux-ci tirent un profit personnel de leur situation, et cela semble avoir été le cas à la Melleray.

### Depuis la Révolution
Lors de la Révolution française, les religieux sont chassés de l'abbaye, qui est vendue comme bien national à Sylvain Pâris.
Elle est rachetée le 8 février 1817 par Antoine Saulnier de Beauregard qui s'y installe avec ses moines. Il va récupérer peu à peu une partie des terres de l'ancien domaine. Il réhabilite le monastère avec des moines trappistes dont une majorité venue d'Angleterre et d'Irlande, avec lesquels il introduit des techniques agricoles anglaises (instruments aratoires, machine à battre), procède à des défrichements, installe des fermes modernes et procède à la sélection d'élevages nouveaux. Mais, après la révolution de 1830 et l'instauration de la monarchie de Juillet, les Trappistes étrangers, accusés d'avoir soutenu la duchesse de Berry lors de l'insurrection royaliste dans l'Ouest de la France en 1832, sont expulsés de France. Ne demeurent que les religieux français.
À la fin du XIXe siècle, l'abbaye expédie de nombreuses charrettes d'écorce de chêne, nécessaire à l'alimentation des fosses à tan, pour les tanneries regroupées le long du quai des Tanneurs à Nantes.
À cette même période, l'abbaye est particulièrement réputée dans le domaine horticole. Le catalogue de l'établissement propose une liste de 140 espèces de graines fourragères et potagères. Un rapport de la Société nantaise d'horticulture, établi en 1899, expose que le site emploie cent religieux, qui exploitent deux jardins clos couvrant 11 hectares et un verger. Un système d'irrigation souterrain permet d'obtenir une production d'une variété et d'une qualité qui suscite l'admiration des horticulteurs nantais.
L'abbaye bénéficie de multiples protections au titre des monuments historiques : 
- un classement le 21 décembre 1984 pour les façades et toitures de bâtiments conventuels, la galerie du cloître, les escaliers monumentaux, la salle à manger ;
- une inscription le 21 décembre 1984 pour son église, l'ancien logis abattial et l'infirmerie ;
- un classement le 5 janvier 1993 pour le portail du XIIe siècle.

### Départ des trappistes et arrivée du Chemin Neuf
En 2015, confrontés au manque de vocations, les moines trappistes, en accord avec l'évêque de Nantes, Mgr James, décident de faire appel à la communauté du Chemin Neuf pour les remplacer. Cette dernière, issue du Renouveau charismatique, et déjà présente dans trois autres abbayes anciennement cisterciennes (Hautecombe, Les Dombes et Boquen), décide de faire de Melleray un noviciat international pour la communauté. La cohabitation entre trappistes et Chemin Neuf est prévue pour un an, le temps de la transmission du site, puis les moines ont prévu de quitter les lieux en septembre 2016, date à laquelle ils rejoignent les moines de l'abbaye Notre-Dame-du-Port-du-Salut à Entrammes.

## Architecture

### Héritage duXIIesiècle

#### Structure générale
Au XIIe siècle l'abbaye est construite autour d'un cloître dans une clôture fermée. L'église, classiquement orientée est-ouest, communique avec le cloître via deux portes, l'une utilisée par les moines, l'autre par les convers. À partir de cette église, on trouve, dans le sens des aiguilles d'une montre, la salle du chapitre, la salle des moines, le chauffoir, le réfectoire, la cuisine, la salle des convers, le cellier. À l'extérieur de ce bloc, à l'est, se trouvent l'infirmerie, la chapelle de l'abbé, l'appartement de l'abbé et le noviciat. Au nord, un peu à l'écart près de l'étang, l'hospitalité était assurée grâce à la porterie, l'hôtellerie et la chapelle de Daille.

#### Les éléments d'origine

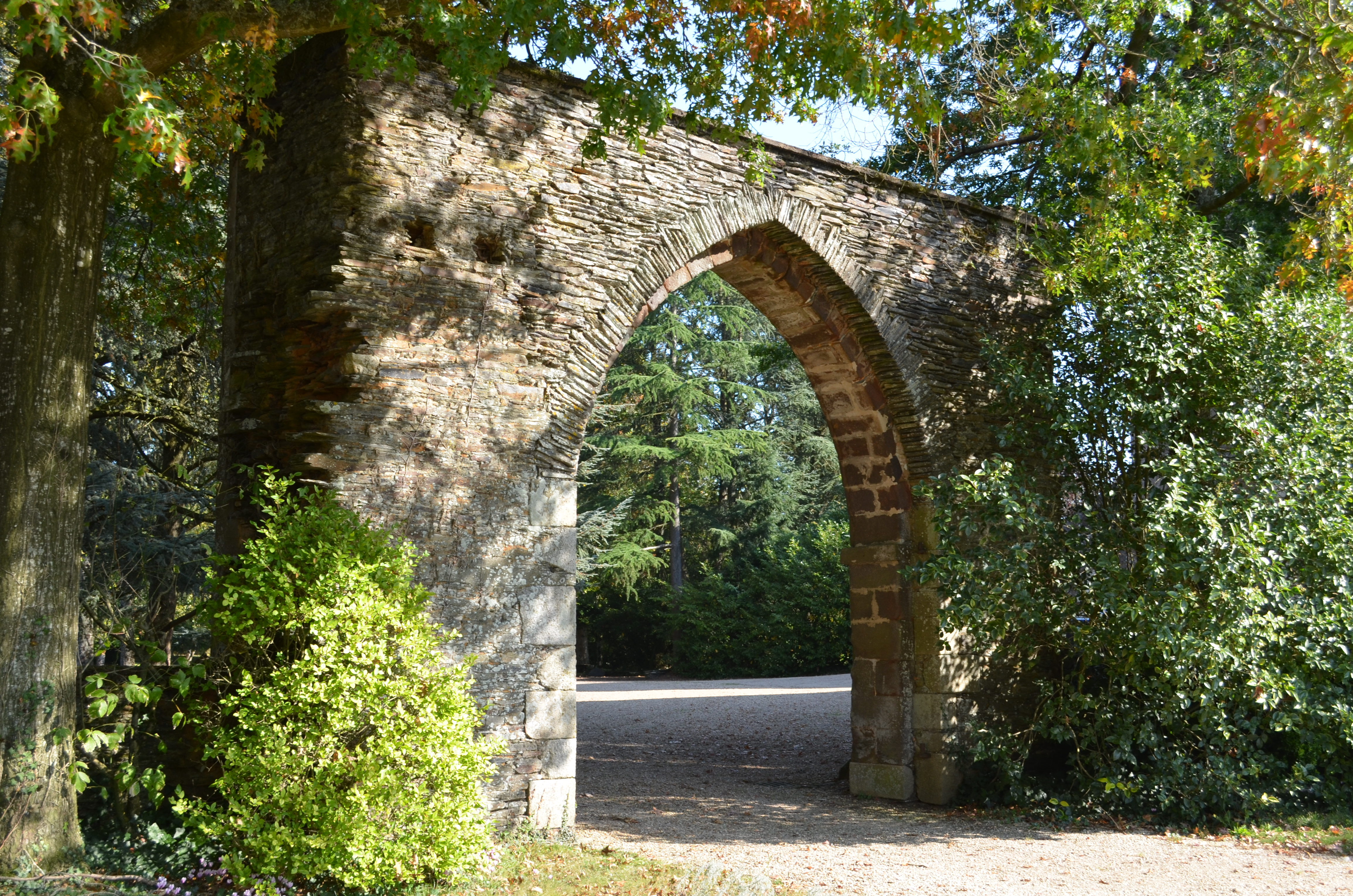
Portail en grès roussard, vu du sud.

De cette époque sont notamment conservés l'église abbatiale (sans les ajouts ultérieurs) et le portail d'entrée. Ce dernier a été déplacé en 1820, et est le seul vestige de l'entrée de l'abbaye au XIIe siècle. Bâti en partie de schiste ardoisier, sa face nord est faite de grès roussard ou grès ferrugineux. Il est constitué de contreforts à trois colonnettes et d'un arc brisé décoré. Du cloître primitif il reste quelques vestiges, notamment des chapiteaux géminés. Ils sont décorés de « feuilles d'eau », et on y trouve des traces de peinture de différentes couleurs.

#### L'église
L'église abbatiale du XIIe siècle a connu des modifications du XVe au XIXe siècle, mais celles entreprises depuis le milieu du XXe siècle tendent à lui rendre son aspect original. Elle est en forme de croix latine. Sa nef est longue, séparée des collatéraux par des piliers en grès roussard, sur lesquels s'appuient des arcades brisées faites de pierre blanche. Au-dessus sont percées des fenêtres en plein cintre. À l'origine, la charpente est apparente. Le chœur est rectangulaire et peu profond.
Au niveau du transept, trois arcades de pierre blanche ouvrent l'espace. Les latérales mènent vers les deux branches du transept qui s'achèvent chacune par une chapelle à fond plat. La troisième, renforcée d'une rangée de grès roussard, encadre le chevet. Celui-ci est sobre, plat, et ne comporte ni déambulatoire ni absidiole.
En haut des murs, 42 vases acoustiques fabriqués en verre sont disposés en ligne. Il semble que leur action de correction d'acoustique soit efficace.
L'abbatiale est dotée d'un clocheton en bois, et sa porte est orientée vers l'ouest. Il est possible qu'un porche ait été construit juste devant cette porte.
Il n'y a ni moulure ni sculpture dans l'église. Le schiste et le grès, découpés en pierres plates, constituent les murs, le tuffeau étant utilisé pour les arcs. Le seul ornement vient du contraste avec le grès roussard employé pour souligner certains points et lignes. L'ensemble est austère mais raffiné, ce qui correspond à l'idéal cistercien.

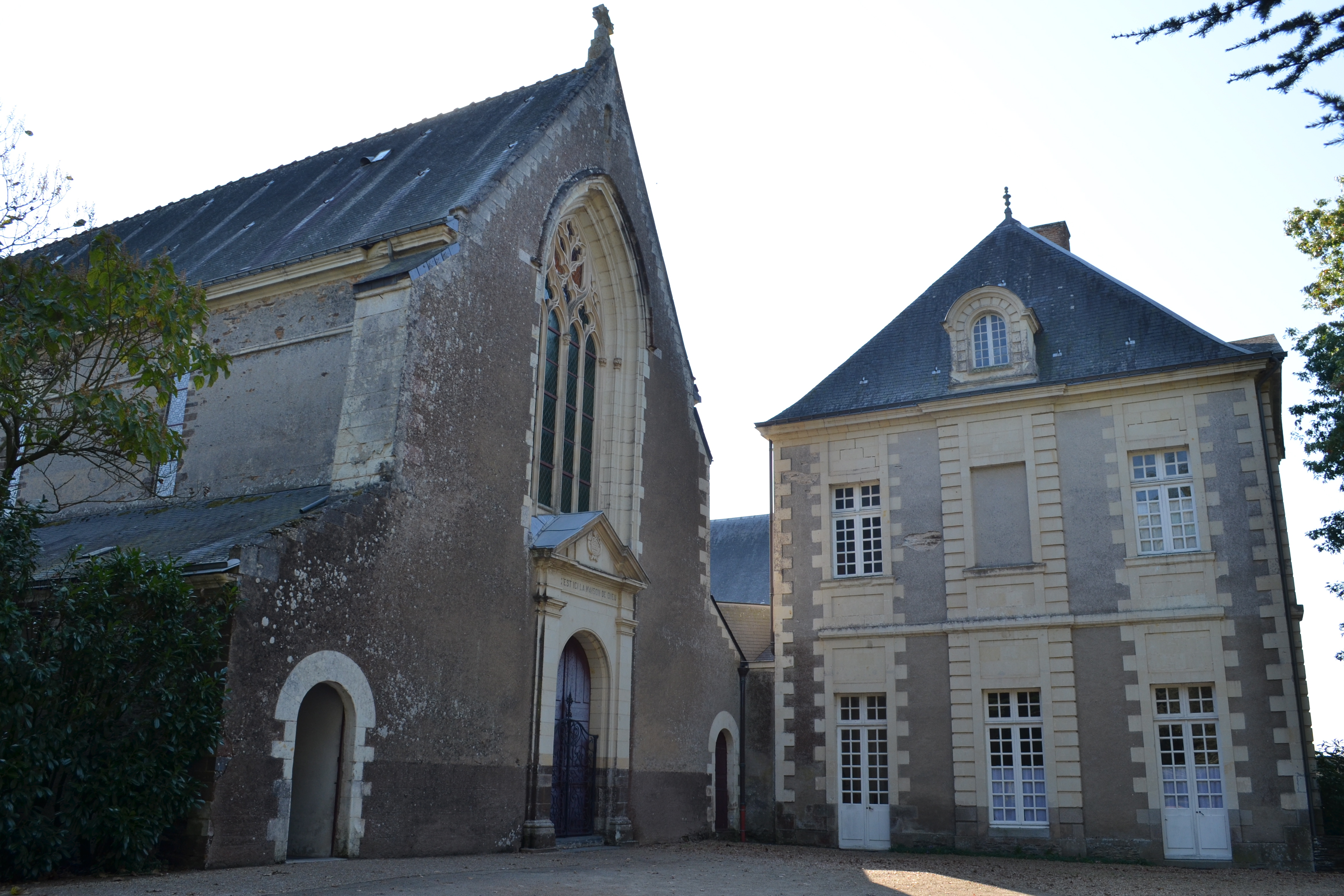
Façade de l'église abbatiale.
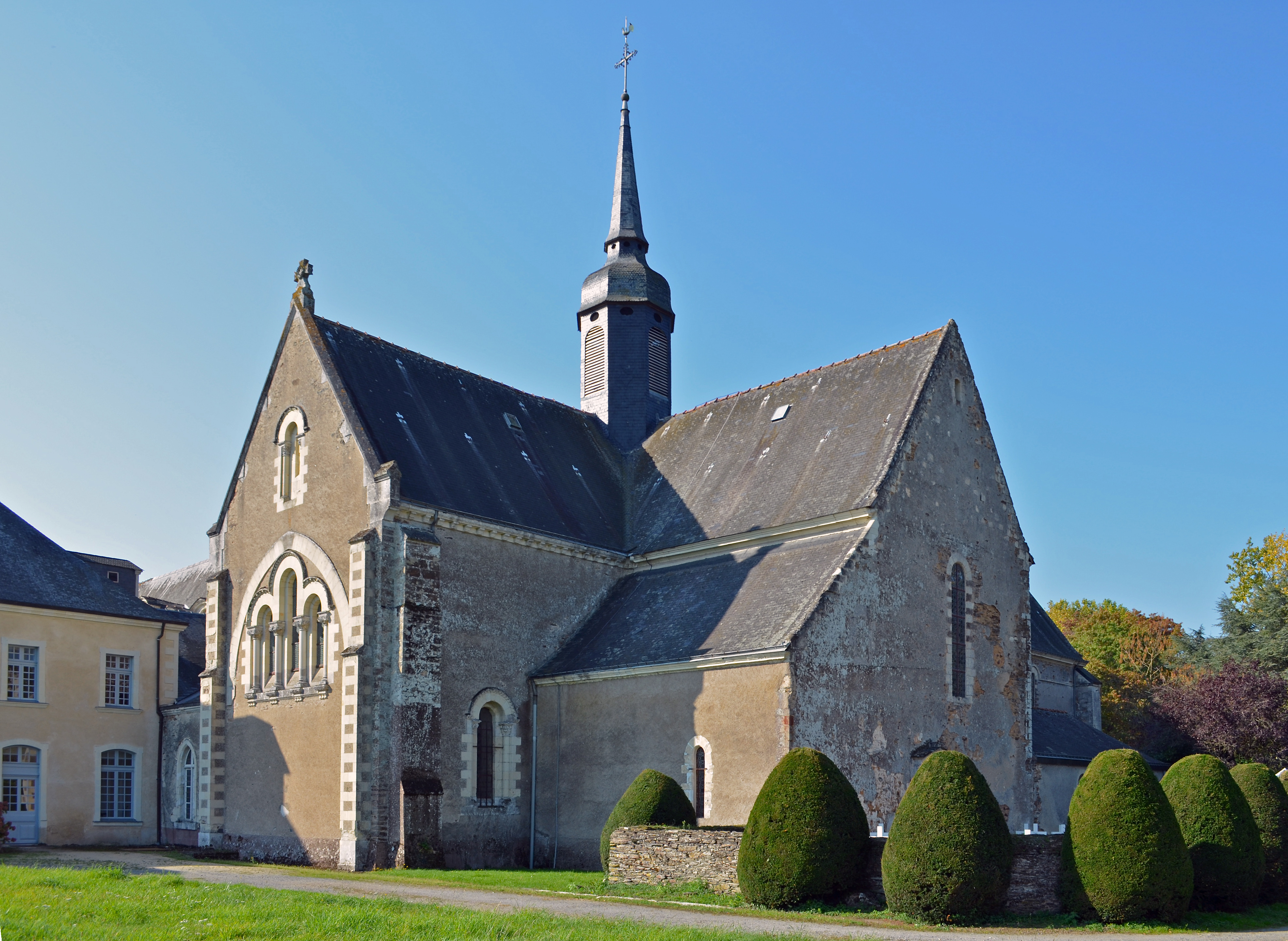
L'abbatiale.

### Transformations desXVIIeetXVIIIesiècles
Lorsque Jean Giraud est nommé abbé en 1602, il fait établir un inventaire de l'abbaye. Le manque d'entretien par les abbés commendataires et les exactions commises lors des Guerres de religion et celle menée par la Ligue ont provoqué le délabrement de l'église, de la chapelle de Clisson, du cloître, du cellier, du portail, de la chapelle de Daille et du logement abbatial. Les témoignages situent l'altération du site lors de l'abbatiat de Louis de Buet (1570-1590).
Jean Giraud mène des travaux : destruction des chapelles de Clisson et de Daille, du logement de l'abbé, reconstruction du cloître. Le doute subsiste sur le fait que le clocher et la façade de l'église aient été reconstruits à cette occasion, ou lors des travaux entrepris à la fin du siècle par un autre abbé, Olivier de Verneuil (1689-1738).
L'abbé de Verneuil fait construire le bâtiment est de l'abbaye. La façade est achevée en 1701, date gravée sur le fronton de la lucarne au-dessus de la porte de l'édifice. La construction présente un parti-pris de sobriété et de régularité, au croisement des influences de la Réforme et du style du règne de Louis XIV. Les éléments remarquables sont la travées centrales avec ses trois frontons, les lucarnes à calotte cintrées et l'escalier intérieur à balustres intérieur. La similitude d'aspect du logement destiné à l'abbé commendataire, bâti à l'écart au nord de l'abbaye, avec l'aile est construite sous Olivier de Verneuil laisse penser que les deux bâtiments ont été édifiés lors du même programme.

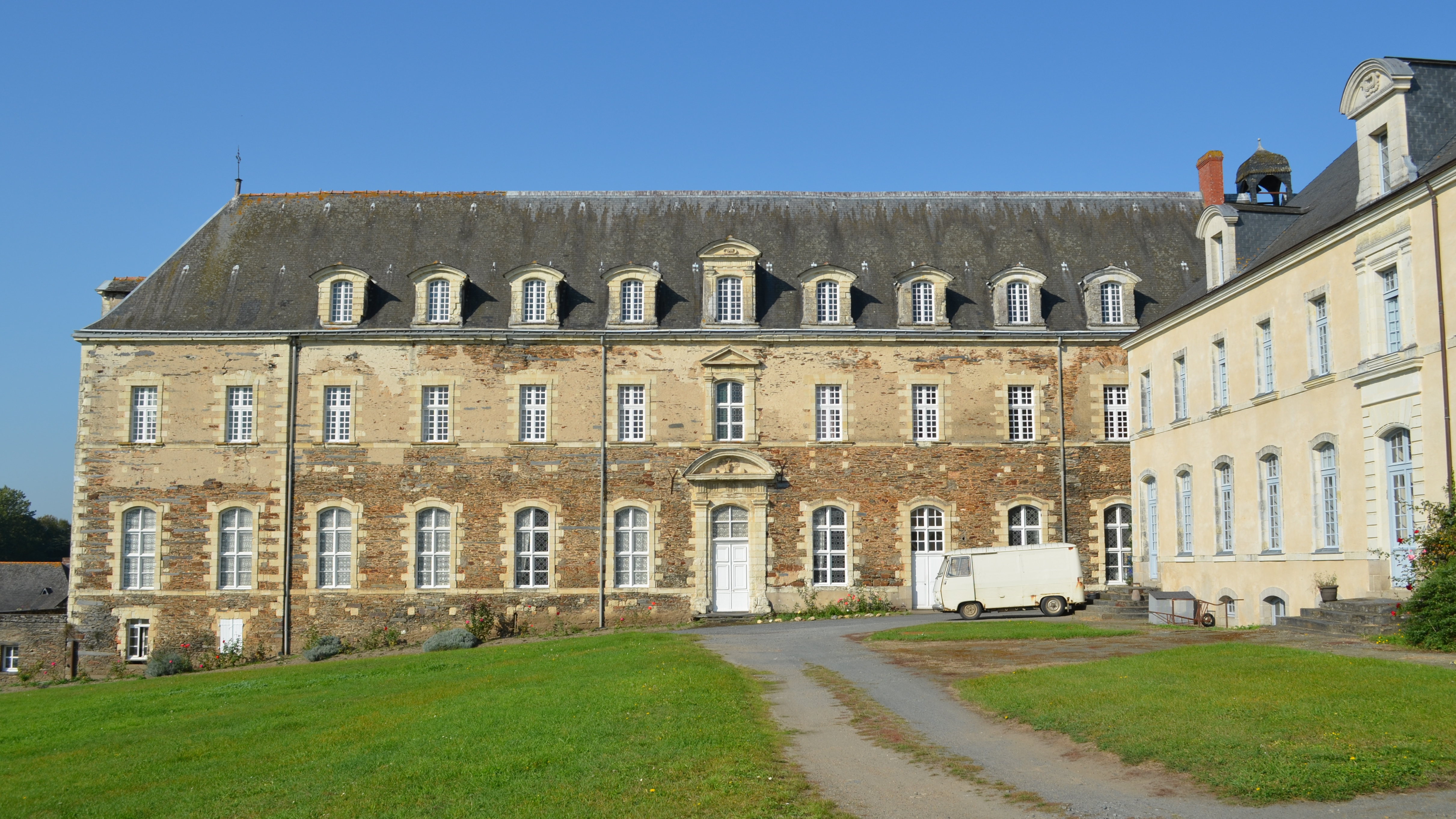
Façade est.
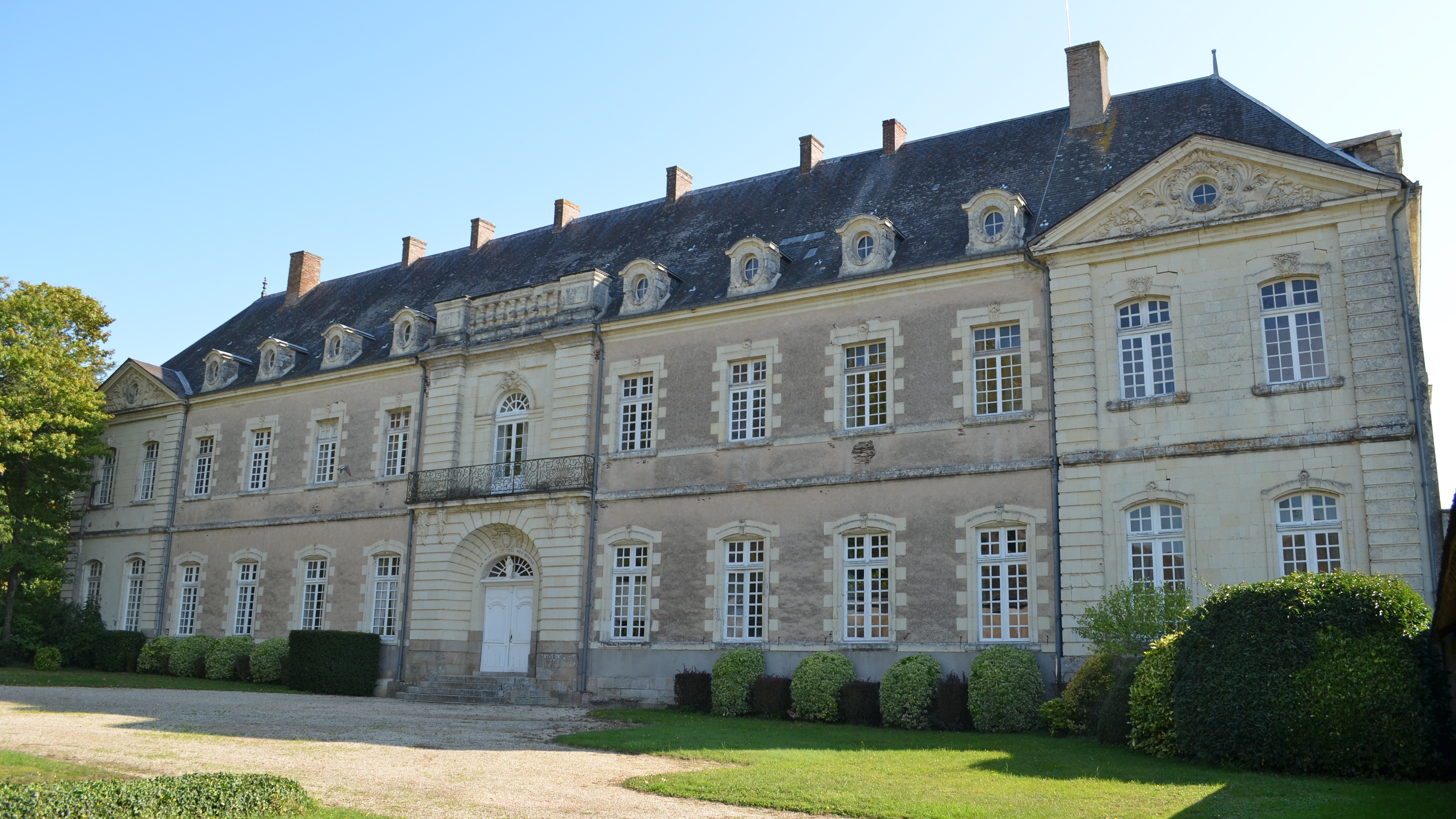
Façade ouest.
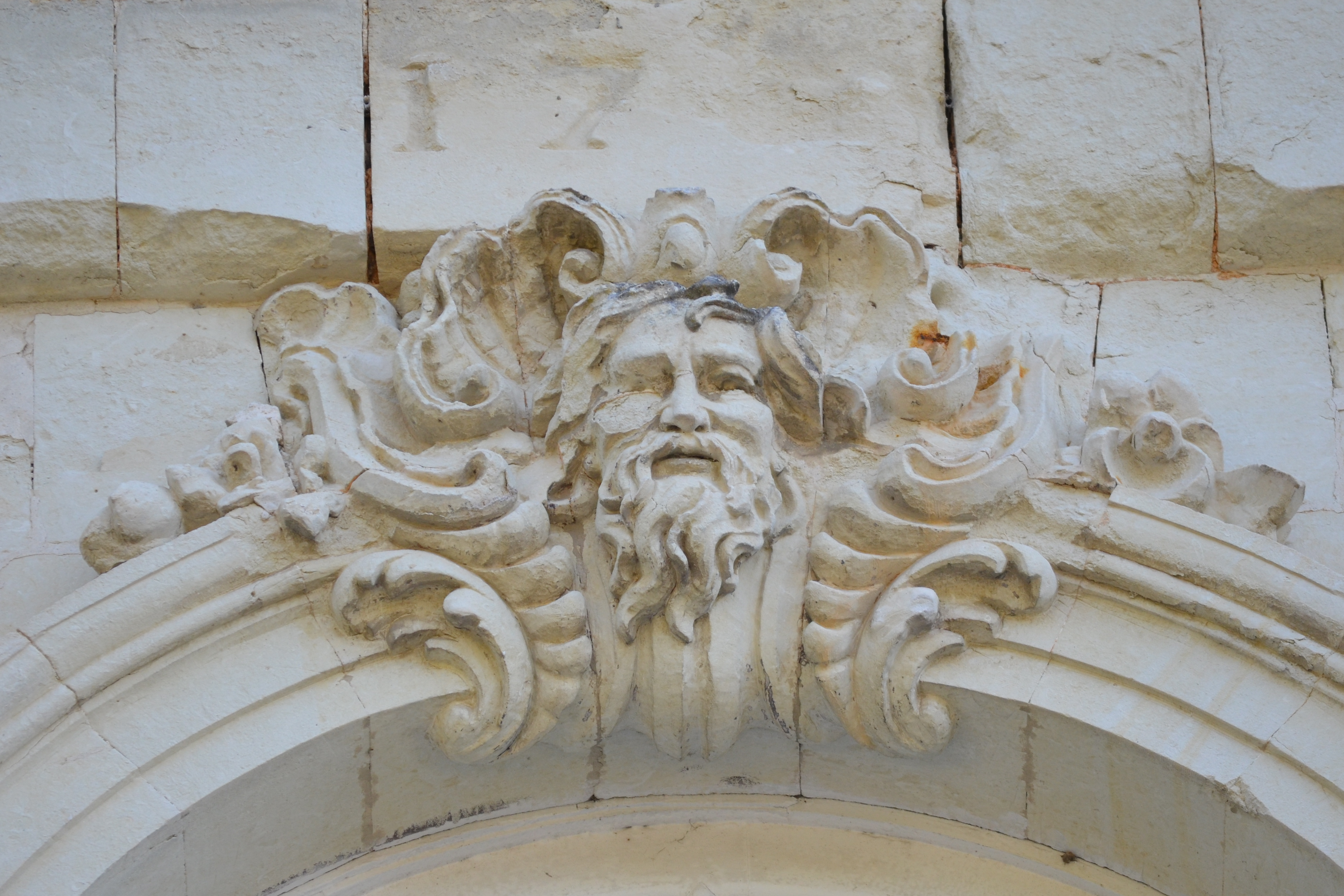
Mascaron.

En 1761, sous l'abbatiat de Vincent-Marie-Gabriel Le Borgne de Kermorvan (1754-1776), le manoir de Quiheix est détruit, et l'aile ouest de l'abbaye est construite. C'est l'architecte nantais Nicolas Portail qui est chargé de l'exécution du projet achevé en 1761. La construction s'inspire des hôtels particuliers de Nantes. Chaque niveau présente treize fenêtres. La façade est rythmée par des pilastres, les corps latéraux sur surmontés de frontons triangulaires. La porte, au centre de la symétrie de l'édifice, est soulignée par un avant-corps et le balcon qui la surplombe est typique de la ferronnerie nantaise. Comme pour les maisons des armateurs de Nantes, un mascaron figure au-dessus de la fenêtre du premier étage.

### Transformations duXIXesiècle
Le retour des moines après la Révolution amène un renouveau, y compris architectural. L'abbé Dom Antoine fait construire un porche à l'entrée de l'église. Avec le développement de l'activité agricole et artisanale, il fait également édifier des bâtiments utilitaires en face de l'aile ouest bâtie en 1761. Le passage le long de l'étang étant devenu public, Dom Antoine fait déplacer le portail du XIIe siècle, qui sert dès lors d'accès à la cour d'accueil, fermée par un mur reliant l'aile de 1761 et les nouveaux bâtiments.
Sous Dom Maxime (1839-1852) le cloître est achevé, les salles réservées aux moines sont rénovées ou agrandies. Ensuite, l'abbatiat de Dom Antoine (II) (1852-1875) est l'occasion de la construction d'une infirmerie entre 1860 et 1861. Elle respecte l'architecture de l'aile Est à laquelle elle est perpendiculaire, et mesure 31 m de long sur 13 m de large.
En 1887, l'intérieur de l'église est transformé. La verrière du chevet fait place à trois vitraux, le maître-autel est reconstruit et orné, et le chevet est décoré de pilastres de type corinthien, en plâtre et en staff, peints en marron. En haut des murs sont placés de grands tableaux. On en retrouve d'autres, ainsi que de nombreuses statues, sur les murs. La voûte est recouverte d'un placage de caissons.

### Transformations duXXesiècle

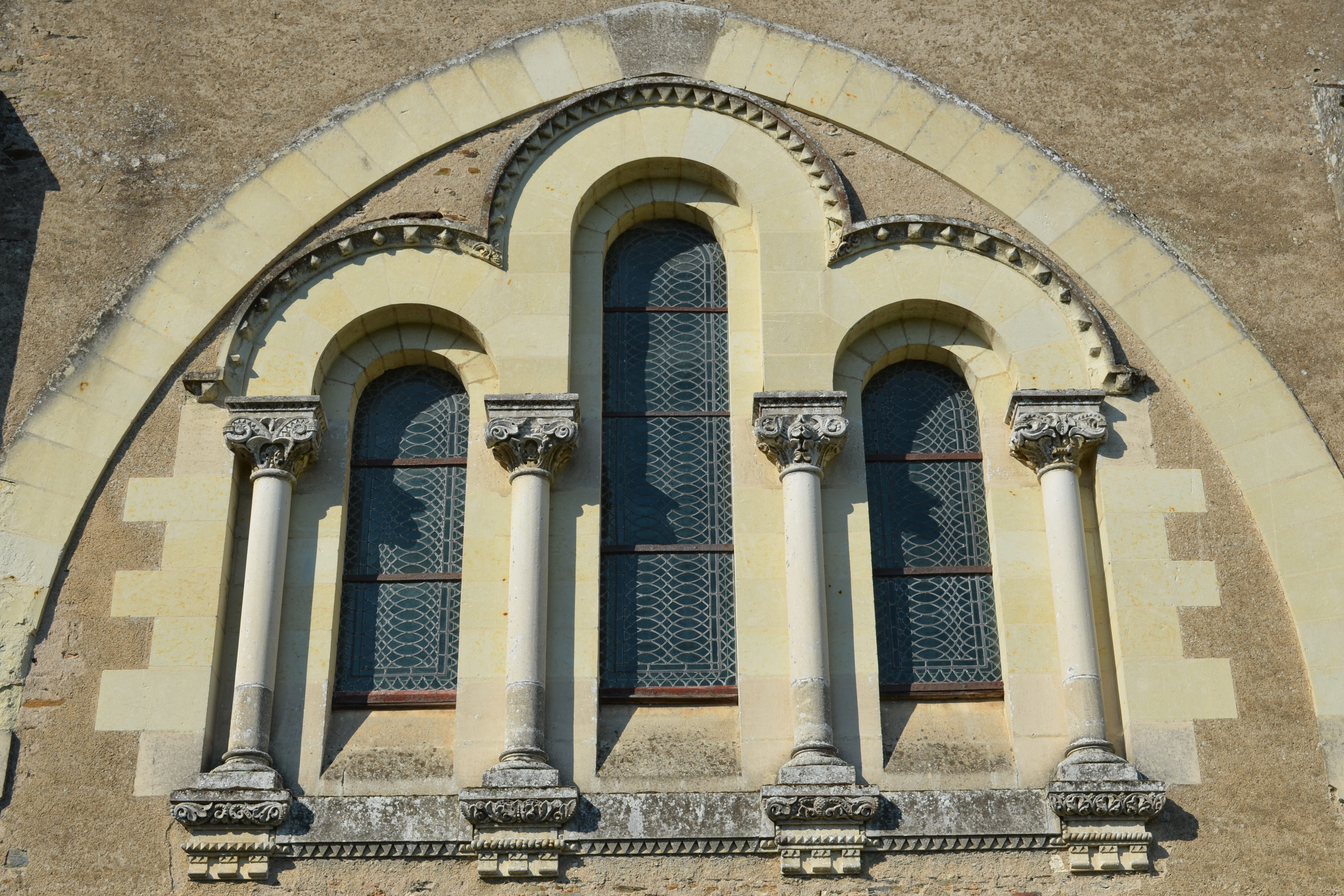
Vitraux du chevet vus de l'extérieur.

En 1947, l'église est restaurée, puis, en 1949, la cour d'accueil est ouverte par la destruction des bâtiments encadrant le vieux portail du XIIe siècle. En 1983, le maître-autel est refait en grès roussard, élément d'une restauration comprenant également la réfection du pavage et des vitraux. L'ensemble retrouve sa sobriété initiale. Adrian Frutiger signe le tabernacle et le mobilier du sanctuaire, tandis que les vitraux sont l'œuvre de Didier Alliou.
En 1991, des bâtiments modernes destinés à accueillir l'hôtellerie et les magasins sont construits au nord de l'abbaye, au niveau du logement abbatial.

## Rayonnement de Melleray

### Abbaye Notre-Dame de Mount Melleray
La crise politique de 1830 conduit à la fondation en 1833 de l'abbaye Notre-Dame de Mount Melleray, en Irlande. Dès 1826, le prieur Vincent Ryan avait effectué un voyage pour rechercher un site pouvant accueillir une nouvelle fondation de l'ordre. Ce travail préparatoire permet donc, à la suite de l’expulsion de 79 Britanniques de l'abbaye de Melleray le 12 novembre 1831, d'orienter 64 Irlandais vers Cork. Un terrain de 300 ha est accordé aux moines par Richard Keane, qui possède des terres dans le comté de Waterford. Un nouveau monastère voit le jour, la première pierre est posée le 20 août 1833, et le lieu est érigé en abbaye par le pape Grégoire XVI en 1835, Vincent Ryan en devient le premier abbé.

### Abbaye Notre-Dame de Staouëli
En 1843, les trappistes d'Aiguebelle, à la demande du gouvernement français, fondent l'abbaye Notre-Dame de Staouëli en Algérie. Melleray est sollicitée dès 1844, en raison de sa réputation, et 20 religieux de l'abbaye rejoignent Staouëli.

### Abbaye Notre-Dame de Mount-Saint-Bernard
En 1848, Notre-Dame de Mount-Saint-Bernard près de Whitwick dans le Leicestershire en Angleterre est érigée en abbaye. Le premier abbé est dom Bernard Palmer, qui était moine à Melleray en 1817. Ce sont les religieux de Mount Melleray qui fondent l'établissement, ce n'est donc pas un monastère directement issu de Notre-Dame de Melleray, cependant ce sont des moines expulsés de Melleray en 1831 qui sont les premiers occupants du nouveau site, dont l'église est ouverte en 1837, et le monastère est achevé en 1842.

### Abbaye Notre-Dame de Gethsemani

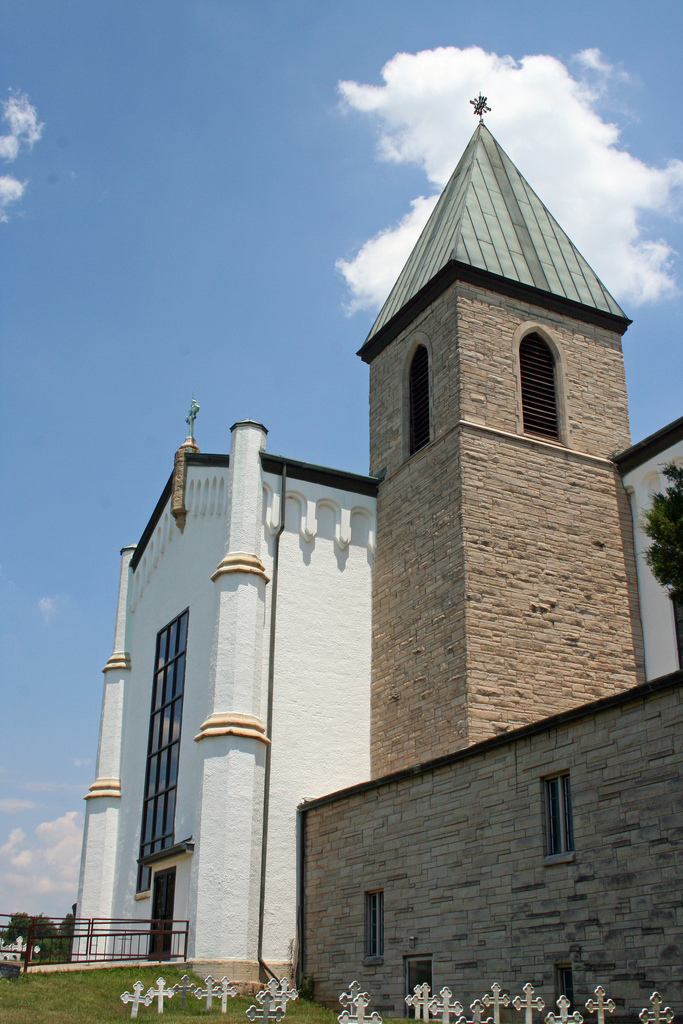
Abbatiale de Gethsemani.

La fondation de l'abbaye Notre-Dame de Gethsemani suit une nouvelle crise politique en France, celle de 1848. Dom Maxime, abbé de 1839 à 1852, recherche en 1847 un lieu pour la fondation d'un monastère aux États-Unis. L'évêque de Louisville, Mgr Benoît-Joseph Flaget, accorde l'installation à Bardstown dans le Kentucky, dans l'orphelinat religieux Gethsemani appartenant auparavant aux sœurs de Loretto. Le 24 octobre 1848, 45 moines quittent Melleray, conduits par dom Eutrope (Jacques Proust, prieur de Melleray), embarquent à bord du Brunswick et fondent un monastère érigé en abbaye en 1851, dom Eutrope étant nommé abbé.

### Abbaye Notre-Dame de Fontgombault
En 1853, l'ancienne abbaye de bénédictins de Fontgombault dans l'Indre est restaurée par des moines cisterciens, et accueille à partir de 1851 une colonie pénitentiaire (fermée en 1880). Face aux difficultés, la reprise du monastère est proposée à Melleray, qui envoie 38 religieux en 1853. Le lieu est érigé en abbaye en 1859, qui ferme en 1905 à la suite de la loi de séparation des Églises et de l'État.

### Abbaye de Divielle
En 1869 est fondée l'abbaye de Divielle dans les Landes. Ce sont des moines de Melleray et des moines trappistes espagnols ayant quitté leur pays après que leur ordre y ait été supprimé. Sur les 30 moines fondateurs du lieu, 12 sont français. En 1880 les religieux espagnols sont expulsés. L'abbaye ferme en 1932. Elle est alors détruite en quasi-totalité.

## Activité

### Vie religieuse
L'abbaye est encore au XXIe siècle un monastère trappiste. Le nombre de moines a diminué, et la vie communautaire a été assouplie, notamment après le concile de Vatican II. La communauté de Melleray s'est ouverte à d'autres communautés, notamment celle du Chemin Neuf depuis septembre 2015.

### Activité économique
La ferme a progressivement cessé son activité dans les années 1980. Un atelier de photocomposition a vu le jour, et, à la suite de la construction du nouveau site d'accueil en 1991, le magasin est devenu la principale source de revenus de l'abbaye.

## Accès
L'accès routier à l'abbaye s'effectue par la route départementale D18, qui relie Riaillé à La Meilleraye-de-Bretagne. L'axe principal le plus proche est la route nationale 137 (E 03) qui relie Nantes à Rennes, accessible au niveau de l'échangeur de Nozay, à une vingtaine de kilomètres du site.

## Liste des abbés et supérieurs
Dans la liste suivante figurent les abbés, les supérieurs sont indiqués entre-parenthèses. De 1145 à 1540 29 abbés réguliers élus par la communauté se succèdent. Le premier abbé commendataire fut imposé en 1544 
- 1145-1169 : Guitern
- 1169-1177 : Richard
- 1177-1196 : Geoffroy de Beaumont
- 1196-1214 : Hamon
- 1214-1226 : André
- 1226-1259 : Jean I
- 1259-1282 : Yves
- 1282-1291 : Guillaume I
- 1291-1347 : Jean II
- 1347-1405 : Guillaume II
- 1405-1430 : Jean III
- 1430-1460 : Jean IV Labourel
- 1460-1464 : Jean V Le Verrier
- 1464-1478 : Charles Gaignart
- 1478-1487 : Guillaume III Moricel
- 1487-1510 : Guillaume IV Bouquerel
- 1510-1521 : François Mellet
- 1521-1540 : Pierre de La Haye
- 1544-1551 : Étienne de Brézé
- 1551-1556 : Adrien de Boucart
- 1556-1564 : Jacques I de Savonières
- 1564-1590 : Louis I du Buat
- 1590-1601 : Jean VI Juhel
- 1601-1628 : Jean VII Giraud
- 1628-1671 : Claude Herlat
- 1671-1691 : Antoine I Binet
- 1691-1738 : Jean-Baptiste I Ollier de Verneuil
- 1738-1754 : Thomas-Marie Boulain
- 1754-1776 : Vincent-Marie-Gabriel Le Borgne de Kermorvan
- 1776-1790 : Augustin-René-Louis Le Mintier
- 1790-1810 : Vacance
- 1810-1839 : Anne-Nicolas-Charles Saulnier de Beauregard, dom Antoine (prieur en 1810, abbé en 1814)
- 1839-1852 : Joseph-Jean Mauloin, dom Maxime
- 1852-1875 : dom Antoine (II)
- 1875-1919 : Eugène Vachette
- 1919-1922 : Jean-Baptiste Ollitrault de Keryvallan
- 1923-1928 : Ambroise Bec
- 1928-1940 : Jean Le Guyader, dit Dom Corentin (originaire de Plomelin)
- 1941-1946 : Bernard Pape (supérieur en 1941, abbé en 1945)
- 1946-1947 : Gabriel Sortais (supérieur)
- 1947-1949 : Amédée Largouët (supérieur)
- 1949-1958 : Louis II Gonzague Le Pennuen
- 1958-1986 : Colomban Bissey
- 1986-1993 : Jacques II Parriaux
- 1993-2016 : Gérard-Marie Meneust (supérieur en 1993, abbé en 1995)

Sources : L’Église de Bretagne depuis ses commencements jusqu’à jours, par l'Abbé Tresvaux, Éd. Méquignon Junior, 1839, et à partir de 1810 Notre-Dame de Melleray : Une abbaye cistercienne de sa fondation à aujourd'hui.

#### Sources historiques
Un document, le cartulaire ou Chronique de Melleray, appelé La Sçavante, a disparu après la Révolution française. Des extraits, recopiés par des moines mauristes, ou par les moines historiens Guy Alexis Lobineau, dit Dom Lobineau, et Pierre-Hyacinthe Morice de Beaubois, dit Dom Morice, ont permis de retracer les grandes lignes de la fondation de l'abbaye jusqu'à la Révolution.

#### Ouvrage récents
: document utilisé comme source pour la rédaction de cet article.. Les ouvrages sont présentés dans l'ordre chronologique décroissant.
- Christian Bouvet, « Rayonnement et heures sombres de l’abbaye de Melleray. Chronique des années 1789-1875. », Pays de Châteaubriant - Histoire et patrimoine, no 1,‎ 2002.
- Christian Bouvet et Alain Gallicé, Notre-Dame de Melleray : une abbaye cistercienne de sa fondation à aujourd'hui, Châteaubriant, Histoire et patrimoine du pays de Châteaubriant, 2008, 80 p. (ISBN 978-2-9519223-8-9).
- Christian Bouvet et Alain Gallicé, Melleray à la Belle Époque, 1900-1914, Châteaubriant, Histoire et patrimoine du pays de Châteaubriant, 2011, 136 p.
- André Dufief, Les cisterciens en Bretagne : XIIe – XIIIe siècles, Presses universitaires de Rennes, 1997, 270 p. (ISBN 2-86847-233-8).
- Jean-Luc Flohic (dir.) et Georges Vanderquand, Le Patrimoine des communes de la Loire-Atlantique, vol. 1, Charenton-le-pont, Flohic éditions, 1999, 1383 p. (ISBN 978-2-84234-040-7, LCCN 00357670), p. 585-589.
- Marcel Launay, Le Diocèse de Nantes sous le Second Empire, CID éditions, 1982, 46 p.
- Michel Niaussat, « Melleray et l'empreinte du XIXe siècle », Dossiers d'Archéologie, no 234,‎ juin/juillet 1998, p. 84-85 (ISSN 1141-7137).
- Bernard Peugniez, Routier cistercien, Moisenay, Éditions Gaud, coll. « Le Monde cistercien », 2001, 2e éd. (1re éd. 1994), 512 p. (ISBN 978-2-84080-044-6, ISSN 1270-9085), p. 336.
- Clarisse Renaud, L'Abbaye cistercienne en France, Éditions Gaud, 2000, 96 p. (ISBN 2-84080-038-1).
- Irénée Vallery-Radot, Melleray et son Mystère, Abbaye de Melleray, 1964, 46 p.

#### Ouvrages anciens
- Félix Benoist, Notice sur l'abbaye Notre-Dame de la Trappe de Melleray près de Châteaubriant (Loire-Inférieure) : une visite chez les trappistes, Nantes, Charpentier père, fils et Cie, 1851, 52 p. (BNF 30084022, lire en ligne).
- Amédée Guillotin de Corson, L'Abbaye de Melleray avant la Révolution, vol. 13, coll. « Bulletin archéologique de l'Association bretonne », 1894, 314 p. (lire en ligne), p. 3-64.
- Dom Hyacinthe Morice, Mémoires pour servir de preuves à l'histoire ecclésiastique et civile de Bretagne, t. I, Paris, 1742-1746, p. 585-586.